# وحید احمدی (سیاستمدار)
وحید احمدی، استاد تمام دانشکده مهندسی برق و کامپیوتر دانشگاه تربیت مدرس است که مشاور وزیر علوم و رئیس مرکز تحقیقات سیاست علمی کشور بود. وی معاون پژوهش و فناوری وزارت علوم، تحقیقات و فناوری ایران و دبیرکل شورای عالی علوم تحقیقات و فن‌آوری] (عتف) در دولت روحانی بوده‌است. وی از مؤسسین انجمن اپتیک و فوتونیک ایران بوده و عضو ارشد انجمن بین‌المللی مؤسسه مهندسان برق و الکترونیک است.